# Fisica molecolare

Esempio di molecola

La fisica molecolare è quella branca della fisica che si occupa di studiare le proprietà delle molecole, degli atomi e delle forze che li legano e governano. In questa disciplina gli esperimenti sono fondamentali e lo spettroscopio è probabilmente lo strumento di misura più utilizzato. Questo campo di ricerca ha molte affinità con la fisica atomica, e coincide largamente per il tipo di argomenti analizzati con la chimica teorica e la chimica fisica. In questa branca della scienza è fondamentale conoscere la teoria atomica degli orbitali e le varie estensioni agli orbitali delle molecole.
Oltre ai classici stati di eccitazione degli atomi le molecole possono vibrare e ruotare. Le rotazioni e le vibrazioni sono quantizzate e introducono un contributo energetico discreto. Gli stati vibrazionali introducono un contributo energetico ridotto rispetto agli stati di eccitazione degli atomi, quindi la separazione degli spettri dovuta alle vibrazioni si trova nell'ambito dell'infrarosso (lunghezza d'onda compresa tra 1 mm e 700 nm). Le energie dovute alle rotazioni introducono un contributo energetico ancora inferiore e infatti la lunghezza d'onda è tra l'infrarosso e le microonde (10 cm – 1 mm). Dalla misura delle rotazioni e delle vibrazioni delle molecole possono essere determinate proprietà delle molecole come le distanze dei nuclei atomici.